# X32 (ABI)
x32 ist eine Binärschnittstelle (ABI) des Linux-Kernels ab Version 3.4, die auf der x64-Architektur basiert, aber 32 Bit breite Zeiger verwendet. Dadurch ist es möglich, die 64-Bit-Erweiterungen der x86-Architektur (x86 im 64-Bit-Betriebsmodus, daher oft „x86-64“), wie zum Beispiel den IP-relativen Addressierungsmodus für effizienten PIC zu nutzen, gleichzeitig ist der Speicherverbrauch durch die kürzeren Zeiger aber geringer. Außerdem ist der Datentyp long 32 Bit groß, das Datenmodell ist daher – wie im 32-Bit-Modus – ILP32. Daher können Programme, die zwischen 32-Bit-, 64-Bit- und x32-Modus unterscheiden müssen, den x32-Modus wie folgt erkennen:
```
#if defined( __x86_64__ ) && defined( __ILP32__ )

…
 
// x32-spezifischer Code

#endif

```

Die x32-ABI verwendet die gleichen Systemaufrufe wie die x64-ABI. Für Systemaufrufe, bei denen die Zeigerlänge einen Unterschied ausmacht, wird eine andere Nummer verwendet.
| Feature                                            | Architektur/ABI | Architektur/ABI | Architektur/ABI |
| Feature                                            | i386            | x86_64          | x86_64          |
| Feature                                            | i386            | x32-Prozess     | nativ (64-Bit)  |
| -------------------------------------------------- | --------------- | --------------- | --------------- |
| Maximalgröße des physischen Arbeitsspeichers       | 64 GiB mit PAE  | 128 TiB         | 128 TiB         |
| Maximal adressierbarer Arbeitsspeicher pro Prozess | 4 GiB           | 4 GiB           | 128 TiB         |
| Anzahl der Integer-Register                        | 6 (PIC)         | 16              | 16              |
| Anzahl der Gleitkomma-Register                     | 8               | 16              | 16              |
| Größe von Zeiger-Datentypen                        | 32 bit          | 32 bit          | 64 bit          |
| Größe von Unixzeit-Datentypen                      | 32 bit          | 64 bit          | 64 bit          |
| Rechnen mit 64-Bit-Registern                       | Nein            | Ja              | Ja              |
| Gleitkommazahlen                                   | x87             | SSE             | SSE             |
| Aufrufkonvention                                   | Arbeitsspeicher | Register        | Register        |
| PIC-Prolog                                         | 2-3 insn        | Keiner          | Keiner          |

Im Vergleich zu nativem IA-32 (32-Bit-x86 des i386) stehen im x32-Modus die doppelt so vielen Register der x64-Architektur (siehe Registererweiterung) zur Verfügung, sodass der 32-Bit-Betrieb mit x32 immer schneller sein sollte als natives 32-Bit-x86 im Protected Mode seit dem 80386. Es gibt jedoch auch Einzelfälle, in denen x32 geringfügig langsamer ist.
Im direkten Vergleich zu 64-Bit-x86 „x64“ ist die Verwendung von 32-Bit-Zeigern zwar auf 4 GB Arbeitsspeicher pro Prozess limitiert, geht jedoch mit reduziertem Speicherverbrauch einher und führt in einigen Fällen, abhängig vom jeweiligen Programm und den Daten, zusätzlich zu einer Performance-Steigerung. Obwohl die Nutzung eines 32-Bit-Modus innerhalb des modernisierten x64-Betriebsmodus der x86-Architektur auch langsamer sein kann, ist es meistens mindestens gleichauf mit dem nativen 64-Bit-Modus und kann manchmal sogar bis zu 30 % schneller sein.